# Hermannia linifolia
Hermannia linifolia là một loài thực vật có hoa trong họ Cẩm quỳ. Loài này được Burm. f. mô tả khoa học đầu tiên.